# Långtjärnen (Orsa socken, Dalarna, norr om Skattungbyn)
Långtjärnen är en sjö i Orsa kommun i Dalarna och ingår i Dalälvens huvudavrinningsområde.